# Kadsch-Moschee

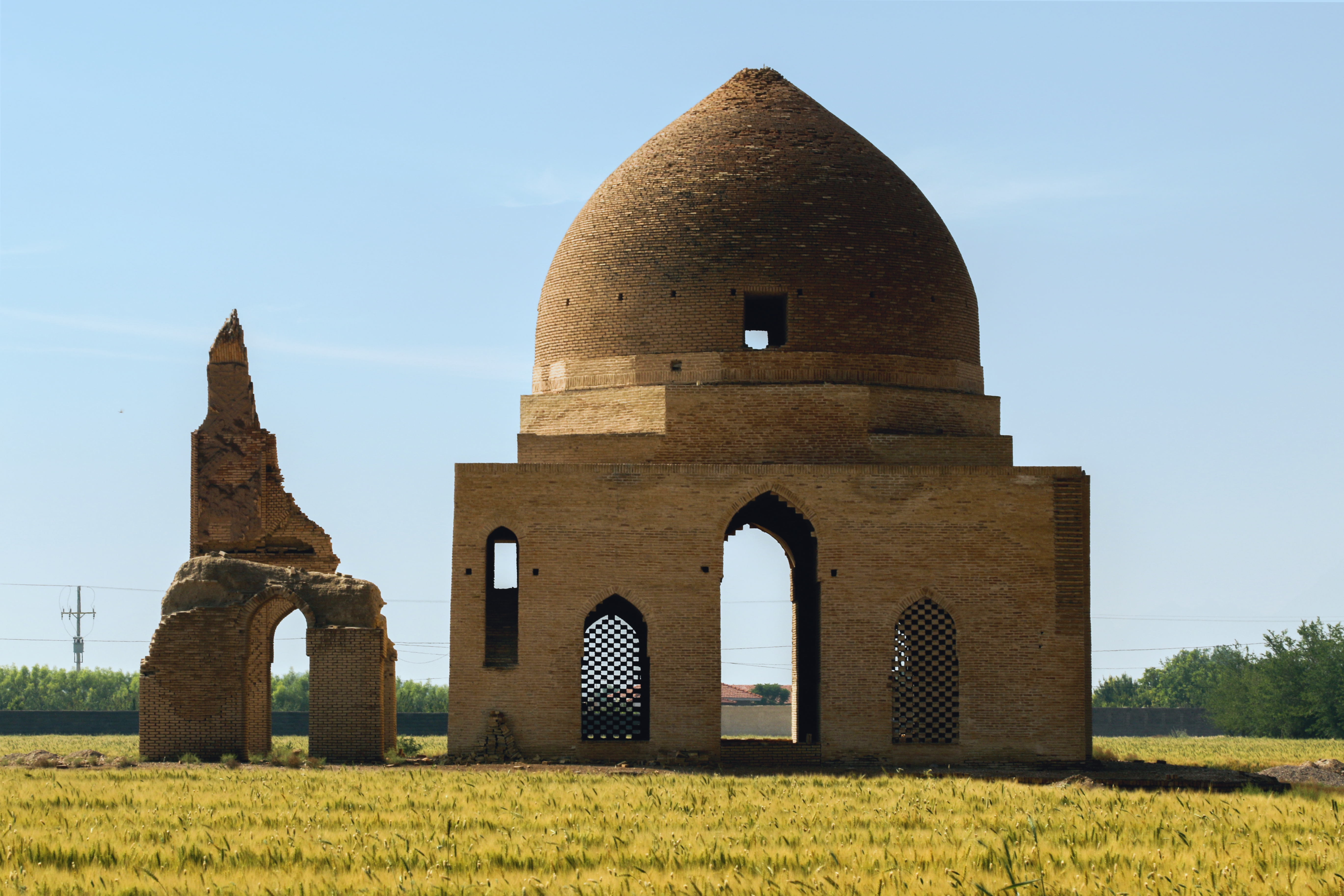
Kadsch-Moschee

Die Kadsch-Moschee (persisch مسجد کاج Masdsched e Kadsch, IPA:  [mæsd͡ʒɛd ɛ cɑd͡ʒ]) ist eine historische Moschee in der iranischen Provinz Isfahan und befindet sich 24 km östlich der Stadt Isfahan am nördlichen Ufer des Zayandeh Rud. Übriggeblieben sind von der Moschee lediglich halbwegs zerstörte Wände sowie eine Kuppel. Das Ziegel-Bauwerk stammt aus der Ilchane-Ära. Selbst die Dekorationen sind zumeist aus Ziegeln. Wahrscheinlich gehörte zur Moschee ein Minarett, wovon jedoch keine Spuren resultieren.